# Polyartemidae
Polyartemidae är en familj av kräftdjur. Polyartemidae ingår i ordningen gälbladfotingar, klassen bladfotingar, fylumet leddjur och riket djur.
Familjen innehåller bara släktet Polyartemia.